# Voodoo Lounge
Voodoo Lounge —en español: Salón Vudú— es el vigésimo en el Reino Unido y vigesimosegundo en los Estados Unidos álbum de estudio de la banda de rock británico The Rolling Stones, lanzado en 1994, cortando un período de 5 años sin editar nuevo material desde que lanzaran Steel Wheels en 1989. Primer álbum que lanzan bajo su nuevo contrato discográfico con Virgin Records, es también el primero sin el bajista original, Bill Wyman, que había dejado la banda a comienzos de 1993. En 2009, el álbum fue remasterizado y reeditado por Universal Music. Este álbum fue lanzado en formato doble vinilo, CD y casete.
Tras la renuncia de Wyman, los Stones decidieron no sustituirlo por otro miembro oficial y continuar como cuarteto con Mick Jagger (voz), Charlie Watts (batería), Keith Richards y Ronnie Wood ( guitarras). Wyman fue sustituido extraoficialmente por Darryl Jones, que actuaría con los Stones en el estudio y en las giras como músico contratado. Los teclados corrieron a cargo de Chuck Leavell. Jones y Leavell, aunque no eran miembros de la banda, seguirían colaborando con el grupo a partir de ese momento. Don Was fue contratado para producir el álbum junto a Jagger y Richards.
Voodoo Lounge se vendió bien, llegando a ser disco de oro o de platino en varios países, pero no consiguió ningún éxito en los 40 principales de los Estados Unidos. La canción «Love Is Strong» alcanzó el n.º 14 en el Reino Unido, y «You Got Me Rocking» (que llegó al n.º 23 en el mismo país) se convirtió en un tema básico en la mayoría de las giras posteriores de la banda. El álbum recibió buenas críticas y ganó el primer Premio Grammy al mejor álbum rock en 1995.
Secciones de la canción interpretada por Keith Richards «Thru and Thru» de Voodoo Lounge se entrelazan en el final de la segunda temporada de la serie de televisión de HBO Los Soprano, "Distorsiones" (episodio n.º 26 en total), y suenan en su totalidad durante la secuencia final del episodio y los créditos finales.

## Antecedentes y grabación
Siguiendo los lanzamientos de Main Offender y de Wandering Spirit en solitario por Keith Richards y Mick Jagger, respectivamente, ambos líderes de los Stones empezaron a componer nuevas canciones en abril de 1993, eligiendo a Don Was (quien ha producido varios discos ganadores de premios Grammy) como coproductor para el futuro álbum. En noviembre, luego de ensayar y grabar en la casa de Ron Wood en Irlanda, los Rolling Stones se dirigieron a los estudios Windmill Lane en Dublín para editar Voodoo Lounge. Por sugerencia del baterista Charlie Watts, Darryl Jones, que había trabajado con Sting, Peter Gabriel, Madonna y con Miles Davis, ocuparía el lugar de Bill Wyman como bajista regular del grupo, aunque sin unirse oficialmente a la banda.
Don Was, conocido por su sensibilidad en la producción de rock retro, fue presuntamente responsable de empujar a la banda hacia un territorio más convencional en un intento de reproducir el sonido arquetípico de "The Rolling Stones". Aunque este enfoque ha complacido a los críticos y admiradores, Jagger en particular expresó cierto grado de insatisfacción por la estética de Was. Comentó en una entrevista de 1995 con Rolling Stone:
"...hubo muchas cosas que escribimos para Voodoo Lounge de las que Don nos alejó: canciones groove, influencias africanas y cosas por el estilo... y creo que fue un error.
Por su parte Was respondió que él no era «anti-groove, solo anti-groove sin sustancia, en el contexto de este álbum. Tenían una serie de grooves estupendos. Pero era como: 'ok, ¿qué va encima?' Simplemente sentía que no era lo que la gente buscaba de los Stones. Yo buscaba una señal de que podían tomárselo en serio, tocar mejor que nadie y componer mejor que nadie».
El resultado fue una grabación esencialmente clasicista que bebía del blues, R&B y el country que habían inspirado las grabaciones clásicas de los Stones de finales de los sesenta y principios de los setenta. Jagger insistiría en una producción más diversa, contemporánea como la del siguiente álbum de la banda, Bridges to Babylon, publicado en 1997. Sin embargo, Was seguiría siendo el productor colaborador de los Stones hasta la fecha. Después de un período de grabación en Los Ángeles en los primeros meses de 1994, Voodoo Lounge fue completado y los Stones empezarían los ensayos con vistas a su próxima gira mundial, Voodoo Lounge Tour, que seguiría los pasos marcados por la Steel Wheels/Urban Jungle World Tour.
Durante la grabación del álbum, Richards adoptó un gato callejero en Barbados al que bautizó «Voodoo», porque estaban en Barbados y el gatito había sobrevivido las adversidades. Bautizó a la terraza de la casa como "Voodoo Lounge". «Sparks Will Fly» fue escrito por Richards después de una discusión con Jerry Lee Lewis en Irlanda. Richards invitó a Lewis a casa de Wood para improvisar algunas canciones. Lewis se lo tomó en serio y pensó que estaban grabando un álbum, y al reproducir la sesión, empezó a destrozar a la banda de Richards, lo que indignó a éste.

## Lanzamiento y recepción
Lanzado en julio de 1994, Voodoo Lounge fue recibido con críticas favorables y debutó en el puesto # 1 en el Reino Unido (por primera vez desde Emotional Rescue en 1980) y # 2 en los Estados Unidos, donde fue certificado doble platino por la RIAA. 
David Cavanagh, de Q Magazine, escribió que "musicalmente, estas 15 canciones representan a los Stones en su momento menos noticiable", y añadió que "Voodoo Lounge no es un clásico, pero tampoco es el rotundo sabueso que podría haber sido". Aunque se mostró decepcionado por la inconsistencia de la segunda mitad del álbum, calificó el trío de rockeras iniciales de "exuberantes y cálidas" a pesar de sus carencias líricas y elogió las cuatro canciones siguientes como un tramo extremadamente bueno, con «Out of Tears» en particular mostrando "tentadores destellos de genialidad".
En agosto de 1994, Steven Dalton escribió para la Vox magazine que los temas más fuertes del álbum estaban llenos de "ecos de los mejores tiempos del grupo", sobre todo de Exile on Main Street, de 1972 y Some Girls de 1978. Continuó conjeturando que Voodoo Lounge "nos recuerda por qué nos gustaban los Stones en primer lugar", y destacó «New Faces», «Out of Tears» y «Blinded by Rainbows» como los mejores temas del álbum, a pesar de afirmar también que el disco contenía "demasiados trabajos incompletos en el estudio" como para considerarlo uno de los mejores álbumes del grupo.
Jon Pareles, de The New York Times, consideró que Voodoo Lounge era decepcionante, argumentando que el álbum "suena hueco, como si se hubiera hecho no para agitar las cosas, sino simplemente para alimentar la máquina". Criticó duramente la composición de las canciones, argumentando que "durante gran parte del álbum, Jagger y Richards parecen decididos a escribir las canciones de amor más genéricas posibles... Dale la vuelta al sentimentalismo, y los Stones ofrecen algunas de sus miradas menos convincentes".
Robert Christgau no consideró que el álbum mereciera una crítica completa, lo incluyó en la lista de "menciones honoríficas" de su columna y se limitó a comentar que los Stones se habían convertido en "la banda de roots-rock más grande del mundo". Tom Hull también lo incluyó en la lista de "menciones honoríficas" y admitió que el álbum "da la sensación de que sólo están siguiendo los pasos".
Alexis Petridis, de The Guardian, calificaría más tarde Voodoo Lounge como uno de sus álbumes más flojos, escribiendo que "no es un mal álbum, exactamente, pero suena como si se hubiera trabajado duro, el producto de la artesanía más que de la inspiración: duro viniendo de una banda que, en su mejor momento, hacía que todo pareciera sin esfuerzo". Petridis también opinó que el álbum, de 62 minutos de duración, era demasiado largo, y bromeó diciendo que "dura unas seis semanas". David Marchese, de New York magazine, expresó una crítica similar, escribiendo que Voodoo Lounge "habría matado con 45 minutos", al tiempo que señalaba las canciones más flojas al revisar el álbum pista por pista.
En 1995, mientras el Voodoo Lounge Tour recorría el mundo (terminaría en agosto de ese año), Voodoo Lounge ganó el Premio Grammy al mejor álbum rock. En 2009, el disco fue remasterizado y reeditado por Universal Music.

## Sencillos
«Love Is Strong», que fue inspirada por el tema en solitario de Richards «Wicked As It Seems», fue lanzado como el primer sencillo, llegando al puesto # 14 en el Reino Unido. Sin embargo, aunque la pista fue un éxito en las radios de rock de Estados Unidos, alcanzó el puesto # 91 en las listas de éxitos de dicho país, y (al menos en los Estados Unidos) se convirtió en el sencillo de un álbum con peor desempeño comercial de los Rolling Stones hasta el momento. Otros dos sencillos en Estados Unidos también recibieron apoyo de las radios de rock, pero no lograron alcanzar el top 40 éxitos: «Out of Tears» alcanzó el # 60, y «You Got Me Rocking» fue aún peor, solo alcanzó el # 113. En consecuencia, Voodoo Lounge sería el primer álbum de los Rolling Stones en no producir éxitos significativos en los Estados Unidos, incluso con 2 millones de copias vendidas. En el Reino Unido, «Love Is Strong», «You Got Me Rocking», «Out of Tears» y «I Go Wild», todos estuvieron en el top 40 de éxitos.

## Legado
La canción «Thru and Thru», cantada por Keith Richards, aparece varias veces en el episodio final de la segunda temporada de The Sopranos, llamado Distorsiones. La canción se encuentra mencionada en los créditos.
El Voodoo Lounge Tour fue el escenario de la mayor parte de un episodio de 1994 de Beverly Hills, 90210.
En julio de 2014, Guitar World colocó a Voodoo Lounge en el número 42 en su lista de "50 álbumes icónicos que definieron 1994".

## CD ROM InteractivoRolling Stones Voodoo Lounge
Un CD-ROM interactivo fue lanzado utilizando la primera tecnología de vídeo QuickTime. Un juego para Windows/Macintosh titulado Rolling Stones Voodoo Lounge CD-ROM fue publicado por GTE Interactive Media en 1995.

## Declaraciones de Mick sobre el disco
..No es un disco que ofrezca mucha diferencias a Steel Wheels, la banda suena bien en el disco, toca mucho más como si fuera un grupo.... Pero hubo muchas cosas que escribimos para Voodoo Lounge que Don Was nos fue alejando: canciones con bases fuertes, influencias africanas y cosas por el estilo, nos alejó de eso de una manera bastante cortante y me parece que fue un error.
Mick Jagger

## Portada
La portada de Voodoo Lounge presenta un boceto de un muñeco vestido con piel de leopardo y los brazos hacia arriba. El logo resta el "The" para quedar como Rolling Stones. El diseño de arte estuvo a cargo de Mark Norton.La relación de Mark con los Stones comenzó en 1989, con el diseño del logotipo y el aspecto principal de la gira y el álbum Steel Wheels, que rompió moldes, y actualmente abarca un período de 34 años y 10 proyectos individuales.

## Lista de canciones
Todas las canciones escritas y compuestas por Mick Jagger y Keith Richards. 
| Cara uno |                      |          |  |
| N.º      | Título               | Duración |  |
| 1.       | «Love Is Strong»     | 3:46     |  |
| 2.       | «You Got Me Rocking» | 3:40     |  |
| 3.       | «Sparks Will Fly»    | 3:15     |  |

| Cara dos |                |          |  |
| N.º      | Título         | Duración |  |
| 4.       | «The Worst»    | 2:25     |  |
| 5.       | «New Faces»    | 2:50     |  |
| 6.       | «Moon Is Up»   | 3:41     |  |
| 7.       | «Out of Tears» | 5:25     |  |

| Cara tres |                        |          |  |
| N.º       | Título                 | Duración |  |
| 8.        | «I Go Wild»            | 4:23     |  |
| 9.        | «Brand New Car»        | 4:13     |  |
| 10.       | «Sweethearts Together» | 4:45     |  |
| 11.       | «Suck on the Jugular»  | 4:26     |  |

| Cara cuatro |                       |          |  |
| N.º         | Título                | Duración |  |
| 12.         | «Blinded by Rainbows» | 4:33     |  |
| 13.         | «Baby Break It Down»  | 4:08     |  |
| 14.         | «Thru and Thru»       | 6:00     |  |
| 15.         | «Mean Disposition»    | 4:09     |  |

### Otras canciones
- «So Young»: Lado B de «Love is Strong»
- «The Storm»: Lado B de «Love is Strong»
- «Jump on Top of Me»: Lado B de «You Got Me Rocking»
- «I'm Gonna Drive»: Lado B de «You Got Me Rocking»

## Personal
The Rolling Stones
- Mick Jagger: voz, coros, guitarra eléctrica, armónica, guitarra acústica, maracas, castañuelas.
- Keith Richards: guitarra eléctrica, guitarra acústica, coros; voz en «The Worst»; voz, piano, pandereta en «Thru and Thru».
- Charlie Watts: batería, pandereta.
- Ron Wood: guitarra eléctrica, guitarra pedal steel, guitarra slide, coros, guitarra acústica, guitarra hawaiana.

Personal adicional
- Chuck Leavell: piano, órgano, armonio, clavecín.[23]
- Max Baca: bajo.
- David Campbell: arreglos de cuerdas.
- Lenny Castro: percusión.
- Pierre de Beauport: guitarra acústica.
- Bernard Fowler: coros.
- Frankie Gavin: violín.
- Mark Isham: trompeta.
- Luis Jardim: percusión, sacudidor.
- Flaco Jiminez: acordeón.
- Darryl Jones: bajo.
- Phil Jones: percusión.
- David McMurray: saxofón.
- Ivan Neville: coros, órgano.
- Benmont Tench: órgano, piano, acordeón.
- Bobby Womack: coros.

## Voodoo Lounge Tour
Los Rolling Stones organizaron una nueva gira para promocionar el nuevo álbum. El 1 de agosto de 1994 arrancaron el tour en el Robert Kennedy Stadium de Washington. Luego de recorrer el mundo, la gira terminaría más de un año después, el 30 de agosto de 1995 en Rotterdam, Holanda, en el estadio del Feyenoord.
Gira por Latinoamérica
La novedad de esta gira fue que por primera vez los Stones incluirían en su gira a México, Brasil, la Argentina y Chile. Para el armado de esta gira trabajaron por primera vez con el prestigioso arquitecto Mark Fisher, que venía de idear el Zoo TV Tour de U2. De ahí en más, sería el responsable de cada una de las puestas de los Stones.
El primer concierto de la parte latinoamericana del Voodoo Lounge Tour fue el 14 de enero de 1995, en el Autódromo Hermanos Rodríguez de Ciudad de México, en donde repitieron los días 16, 18 y 20 de enero. La gira siguió en Brasil, con tres conciertos en São Paulo en el Estadio Pacaembú, y dos en el Maracaná de Río de Janeiro. La siguiente escala era la Argentina. En octubre de 1994 la stonemanía se había desatado en Buenos Aires. Ese mes se empezaron a vender las entradas para los cinco shows del bautismo Stone en la Argentina y entre la ansiedad y la desesperación por conseguir una entrada un joven murió en los alrededores del estadio de River Plate. El 5 de febrero la banda arribó proveniente de Brasil y debutó en suelo argentino el jueves 9 de febrero. Los siguientes shows serían el 11, 12, 14 y 16 de febrero. En total, más de 300 mil fanáticos vieron a la banda en su primera visita. Pappo, Las Pelotas y los Ratones Paranoicos fueron los encargados de abrir cada uno de los conciertos.
La última fecha de la gira en Latinoamérica fue en Santiago de Chile, con un show en el Estadio Nacional el 19 de febrero. La gira seguiría entonces por Sudáfrica, Oceanía, Asia y Europa por los siguientes seis meses.

## Posición en las listas
| Listas(1994)                          | Mejor posición |
| ------------------------------------- | -------------- |
| Alemania (Media Control)              | 1              |
| Argentina (CAPIF)                     | 1              |
| Australia (ARIA Charts)               | 1              |
| Austria (Ö3 Austria Top 40)           | 1              |
| Bélgica (Flanders)                    | 13             |
| Bélgica (Wallonia)                    | 26             |
| Canadá (RPM)                          | 1              |
| España (PROMUSICAE)                   | 6              |
| Estados Unidos (Billboard 200)        | 2              |
| Finlandia (SNEP)                      | 2              |
| Francia (The Official Finnish Charts) | 3              |
| Italia (FIMI)                         | 4              |
| Japón (Oricon)                        | 2              |
| Noruega (VG-lista)                    | 3              |
| Nueva Zelanda (RIANZ)                 | 1              |
| Países Bajos (MegaCharts)             | 1              |
| Reino Unido (UK Albums Chart)         | 1              |
| Suecia (Sverigetopplistan)            | 2              |
| Suiza (Schweizer Hitparade)           | 1              |

| Lista de éxitos (1994)         | Posición |
| ------------------------------ | -------- |
| Australia (ARIA)               | 73       |
| Austria (Ö3 Austria Top 40)    | 18       |
| Canadá (RPM)                   | 13       |
| Estados Unidos (Billboard 200) | 62       |
| Francia (SNEP)                 | 28       |
| Italia (FIMI)                  | 37       |
| Japón (Oricon)                 | 105      |
| Suiza (Schweizer Hitparade)    | 31       |

| Lista de éxitos (1995)              | Posición |
| ----------------------------------- | -------- |
| Alemania (GfK Entertainment Charts) | 50       |

| Año  | Sencillo             | Lista de éxito         | Mejor Posición |
| ---- | -------------------- | ---------------------- | -------------- |
| 1994 | «Love Is Strong»     | UK Top 75 Singles      | 14             |
| 1994 | «Love Is Strong»     | Billboard Hot 100      | 91             |
| 1994 | «Love Is Strong»     | Mainstream Rock Tracks | 2              |
| 1994 | «You Got Me Rocking» | Mainstream Rock Tracks | 2              |
| 1994 | «You Got Me Rocking» | UK Top 75 Singles      | 23             |
| 1994 | «Out of Tears»       | Billboard Hot 100      | 60             |
| 1994 | «Out of Tears»       | Mainstream Rock Tracks | 14             |
| 1994 | «Out of Tears»       | UK Top 75 Singles      | 36             |
| 1995 | «You Got Me Rocking» | Bubbling Under Hot 100 | 113            |
| 1995 | «Sparks Will Fly»    | Mainstream Rock Tracks | 30             |
| 1995 | «I Go Wild»          | Mainstream Rock Tracks | 20             |
| 1995 | «I Go Wild»          | UK Top 75 Singles      | 29             |

## Certificaciones
| País                   | Certificación | Ventas certificadas |
| ---------------------- | ------------- | ------------------- |
| Alemania (BVMI)        | Platino       | 500,000^            |
| Argentina (CAPIF)      | —             | 90,000              |
| Australia (ARIA)       | Oro           | 35,000^             |
| Austria (IFPI Austria) | Oro           | 25,000^             |
| Bélgica (BEA)          | Oro           | 25,000^             |
| Canadá (Music Canada)  | 3x Platino    | 300,000^            |
| España (PROMUSICAE)    | Oro           | 50,000^             |
| Estados Unidos (RIAA)  | 2x Platino    | 2,000,000^          |
| Francia (SNEP)         | 2x Oro        | 295,400^            |
| Irlanda (IRMA)         | Plata         | 5,000               |
| Italia                 | —             | 250,000             |
| Japón (RIAJ)           | Oro           | 172,410             |
| México (AMPROFON)      | Platino       | 250,000^            |
| Noruega (IFPI Noruega) | Oro           | 25,000^             |
| Nueva Zelanda (RMNZ)   | Oro           | 7,500^              |
| Países Bajos (NVPI)    | Platino       | 100,000^            |
| Reino Unido (BPI)      | Oro           | 100,000^            |
| Suecia (GLF)           | Oro           | 50,000^             |
| Suiza (IFPI Suiza)     | Oro           | 25,000^             |

| País                 | Certificación | Ventas certificadas |
| -------------------- | ------------- | ------------------- |
| Unión Europea (IFPI) | Platino       | 1,000,000^          |
| Mundo                | —             | 6,000,000           |

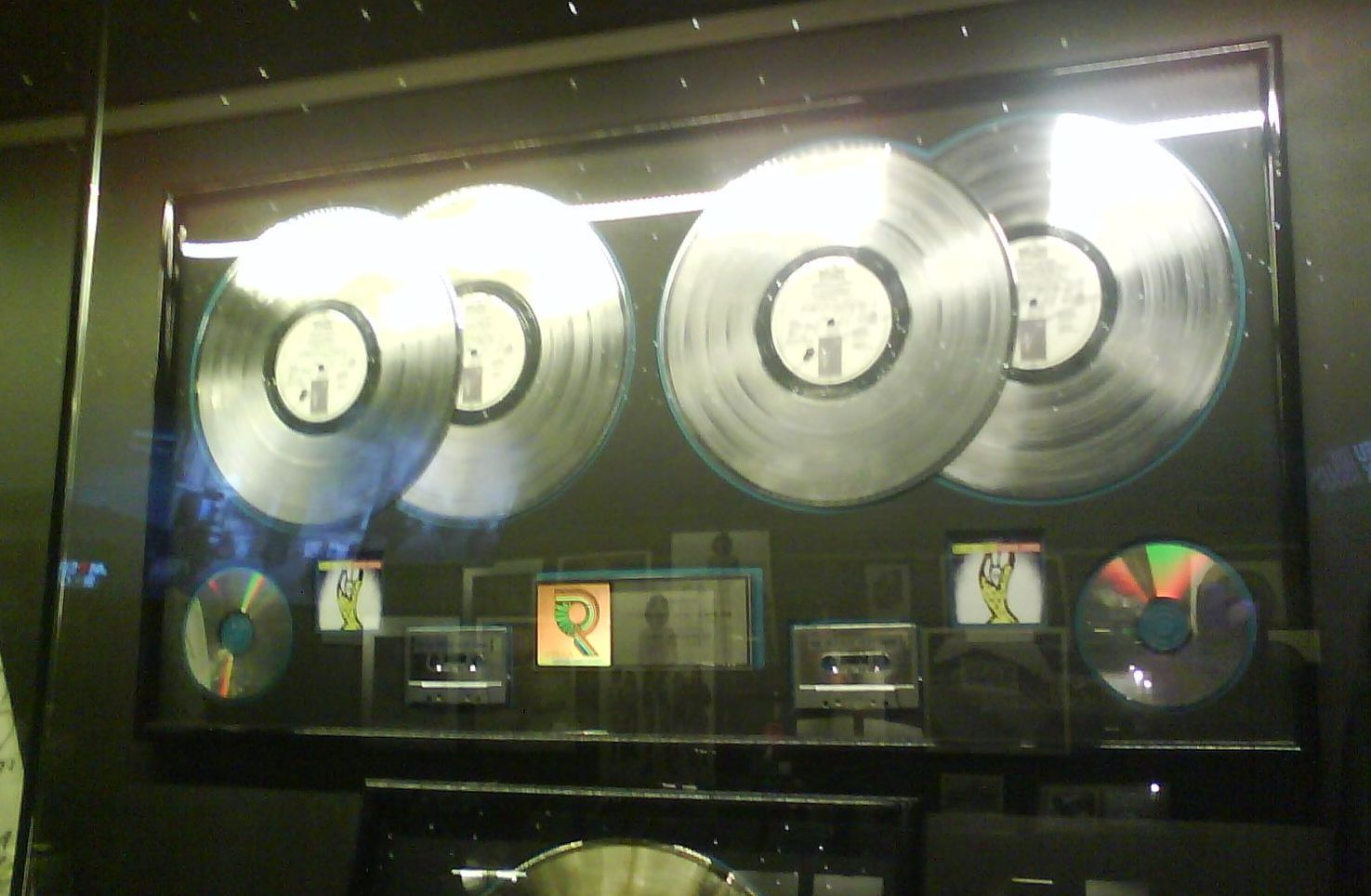
Vodoo Lounge fue certificado doble platino por la RIAA.

Nota: ^ Cifras de ventas basadas únicamente en la certificación
| Anterior: Music for the Jilted Generation de The Prodigy | UK number one album — Álbumes Nro 1 de 1994 (R.U) 23 de julio de 1994 — 29 de julio de 1994 | Siguiente: End of Part One: Their Greatest Hits de Wet Wet Wet |

| Anterior: Purple de Stone Temple Pilots | Australia ARIA Albums Chart — Álbumes Nro 1 de 1994 (Australia) 31 de julio de 1994 — 06 de agosto de 1994 | Siguiente: In Pieces de Garth Brooks |